# Mistelbach
Mistelbach (informalmente anche Mistelbach an der Zaya) è un comune austriaco di 11 314 abitanti nel distretto di Mistelbach, in Bassa Austria, del quale è capoluogo e centro maggiore; ha lo status di città capoluogo di distretto (Bezirkshauptstadt). Nel 1972 ha inglobato i comuni soppressi di Ebendorf, Eibesthal, Frättingsdorf, Hörersdorf, Hüttendorf, Kettlasbrunn, Lanzendorf, Paasdorf e Siebenhirten.